# Alessandro Casolani

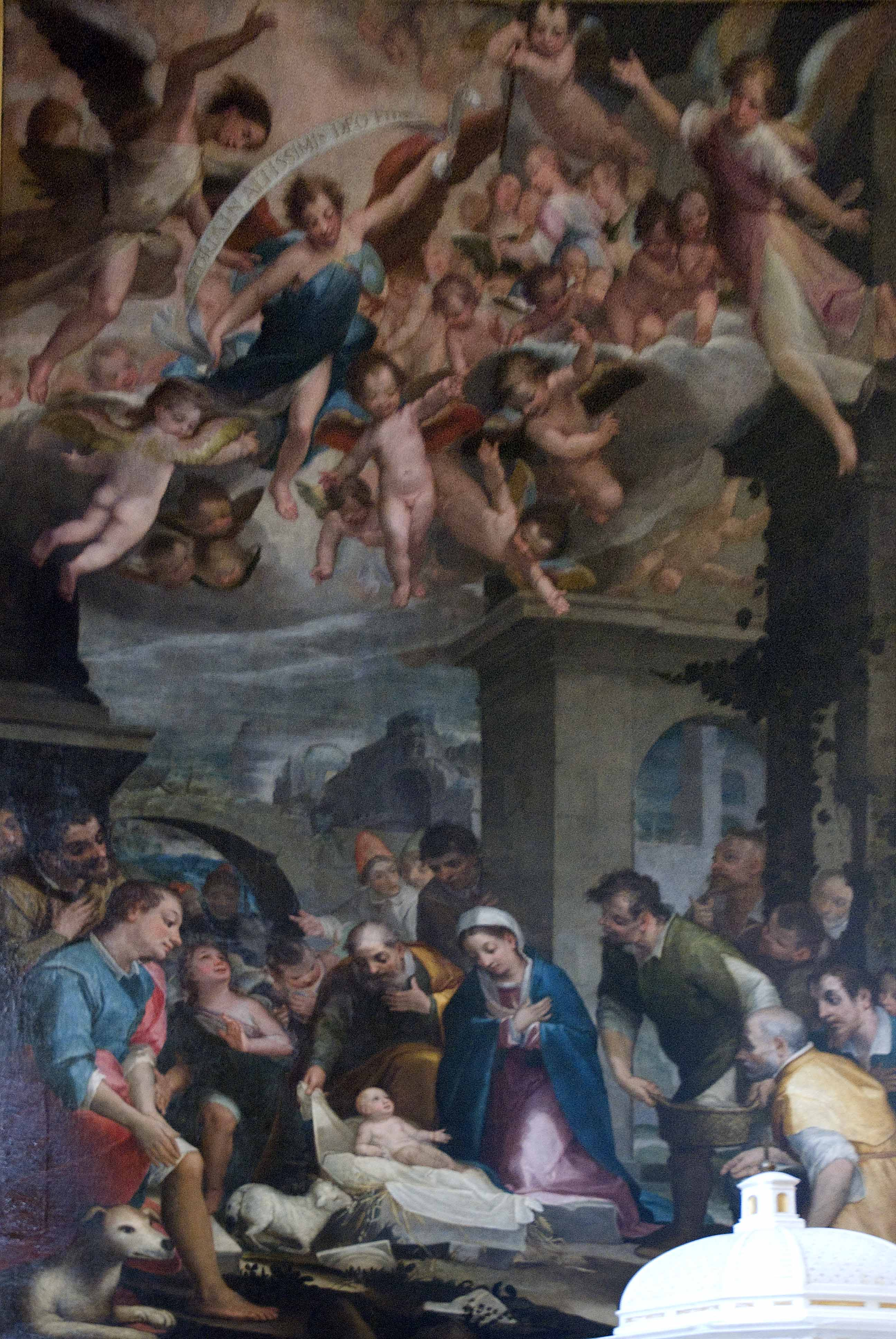
Alessandro Casolani - Natività del Signore (Radicondoli, Collegiata dei Santi Simone e Giuda)

Alessandro Casolani (Mensano, 1552 – Siena, 1607) è stato un pittore italiano.

## Biografia
Detto anche Alessandro della Torre, nacque a Mensano, una frazione del comune di Casole d'Elsa.
Fu un pittore tipico rappresentante del manierismo accademico del tardo sec XVI, allievo di Ventura Salimbeni e di Cristoforo Roncalli, influenzato dal Barocci e dal Veronese.
Oltre che nella provincia di Siena, lavorò anche a Genova, a Napoli e a Pisa, ma di queste sue attività rimangono poche tracce.
Intorno al 1600 si trasferì a Pavia, dove affrescò la cupola e la volta della sacrestia nella Certosa e la cappella Bottigella nella chiesa di San Tommaso.
Però le sue opere più significative sono a Siena: gli affreschi con figure allegoriche nella Torre del Mangia, la Natività della Vergine nella chiesa di San Domenico, il Presepe nella basilica dei Servi, il Martirio di San Bartolomeo per la chiesa del Carmine.
Ebbe due figli: Ilario e Cristoforo, entrambi pittori.

## Opere
- Il transito di Maria Vergine (1569), Natività di Gesù (1590) e le Storiette, chiesa della Collegiata di Radicondoli.
- Adorazione dei pastori (1581-1585), basilica di Santa Maria dei Servi, Siena.
- Crocifissione con la Madonna, i santi Girolamo, Andrea e Francesco e il donatore Francesco Maria Piccolomini vescovo di Pienza e Montalcino (1583), Museo d'arte sacra della diocesi di Grosseto.
- Natività della Vergine (1585), basilica di San Domenico, Siena.
- Pietà e i santi Andrea e Niccolò (1586/87), collegiata di Santa Maria Assunta, Casole d'Elsa.
- Misteri del Rosario (in quindici quadretti), fine del XVI sec., Museo archeologico e della collegiata, Casole d'Elsa.
- Crocifissione (1587), oratorio della Santissima Trinità, Siena.
- Angelo annunciante (Ultimo decennio del XVI secolo), collezione della Banca Monte dei Paschi di Siena
- Vergine annunciata (Ultimo decennio del XVI secolo), collezione della Banca Monte dei Paschi di Siena
- Sacra Famiglia con san Giovannino e santa Caterina da Siena, collezione della Banca Monte dei Paschi di Siena
- Quattro testate di cataletto con Il Beato Andrea Gallerani in preghiera, Madonna col Bambino, Pietà, Oratorio di san Bernardino, Siena.
- Adorazione dei pastori (1594-1596), Cattedrale di Siena.
- Annunciazione, Palazzo Arcivescovile di Siena.
- Compianto della Vergine sul Cristo morto (1593), Palazzo Arcivescovile di Siena, già nella chiesa dei Santi Quirico e Giulitta.
- Compianto della Vergine sul Cristo morto (1595, copia del precedente), Aula capitolare dell'Insigne Collegiata di Santa Maria in Provenzano, Siena.
- Salomè consegna a Erode la testa del Battista (ultimo quarto sec. XVI), Palazzo Chigi Saracini, Siena.
- Annunciazione (1597), Museo di arte sacra della Val d'Arbia, Buonconvento.
- Natività (1597), Museo di arte sacra della Val d'Arbia, Buonconvento.
- Affreschi della cupola, Certosa di Pavia (1599)
- Affreschi delle volte della Cappella Bottigella nella chiesa di San Tommaso, Pavia, 1599
- Madonna col Bambino e i santi Caterina e Francesco (1595-1600), Oratorio di san Bernardino, Siena.
- Beato Andrea Gallerani (primi anni del 1600), Oratorio di san Bernardino, Siena.
- Cavalieri dell'Apocalisse e Apertura del Quarto Sigillo (1600-1601), affresco, oratorio della Santissima Trinità, Siena
- San Giovanni Battista, 1603 (firmato e datato), Museo civico e d'arte sacra di Colle di Val d'Elsa, proveniente dalla Concattedrale dei Santi Alberto e Marziale di Colle di Val d'Elsa.
- Martirio di san Bartolomeo (1604), chiesa di San Niccolò del Carmine, Siena.
- Trionfo di Giuseppe Ebreo, Museo civico di Montepulciano.
- San Giovanni Evangelista prende il calice avvelenato, chiesa di San Francesco, Pisa.
- Madonna della Cintola con san Girolamo e sant'Antonio e Maria Vergine annunciata, pieve di Santa Maria Assunta a Belforte a Belforte (Radicondoli).
- Madonna col Bambino e i santi Pietro e Paolo, complesso museale di Santa Maria della Scala di Siena.
- Madonna col Bambino e i santi Giovanni Evangelista, Michele Arcangelo, Caterina d'Alessandria, Agata, Lorenzo e Pietro, chiesa di San Lorenzo a Sovicille.
- Decollazione di San Giovanni Battista, chiesa della Natività di Maria, detta anche dell'Opera o Propositura di Castel del Piano.
- San Galgano in preghiera e Madonna del Rosario, chiesa di San Michele Arcangelo a Chiusdino.
- San Francesco medita con un crocifisso e un teschio, Pinacoteca Nazionale, Siena.
- Madonna col Bambino, santa Caterina da Siena e san Bernardino, Pinacoteca Nazionale, Siena.
- Madonna col Bambino e san Giovannino, oratorio dei Santi Vincenzo e Anastasio, Siena.
- Ritratto di giovane donna, Galleria degli Uffizi, Firenze.
- San Luigi IX riceve dagli angeli la corona e lo scettro, chiesa di San Francesco, Ascoli Piceno (già nella cattedrale di Fermo).
- Fanciulla che medita sulla morte, Statens Museum for Kunst, Copenaghen.
- Vergine addolorata, Walters Art Gallery, Baltimora.